# Autódromo Ciudad de Oberá
El autódromo Ciudad de Oberá es un circuito de carreras ubicado en las afueras de la ciudad homónima, en la provincia de Misiones, Argentina. Es un circuito que popularmente recibe categorías de automovilismo de nivel nacional.
El autódromo se encuentra ubicado a la vera de la Ruta Provincial 103, enfrente a la barriada de Yerbal Viejo, perteneciente al municipio de Oberá. La ubicación del autódromo, en la zona central de la provincia de Misiones, facilitan su acceso desde los diferentes puntos del país y la provincia.
Este circuito fue durante mucho tiempo el principal escenario automovilístico de la Provincia de Misiones, hasta la inauguración del Autódromo Rosamonte de la Ciudad de Posadas. En este circuito obereño es común la organización de competencias nacionales de Turismo Competición 2000, Top Race y Turismo Nacional, como así también competencias de nivel zonal. Su administración está a cargo del Automóvil Club de Oberá.

## Historia
El autódromo de Oberá se estrenó el 9 de noviembre de 1974 con un trazado de tierra de 800 metros, que luego se amplió a 1.300 metros y 2.480 metros. El circuito fue pavimentado en 1992 y ampliado a 2.607 metros. En 2007 se agregó una extensión que lo dejó en 4.380 metros, manteniendo el trazado anterior que quedó en 2.726 metros. En noviembre de 2019 se estrenó el kartódromo, de 1.200 metros de extensión.
Fue el sitio de formación deportiva de los pilotos Carlos Okulovich y Rafael Morgenstern, campeones de Fórmula Renault Argentina y oriundos de dicha ciudad. También circularon por este autódromo los pilotos Carlos Okulovich padre, Enrique Urrutia, José María Garavano y Carlos Malarczuk, entre otros pilotos que representaron a la provincia a nivel nacional.

## Trazados
El trazado principal tiene una longitud de 4.380 metros, con un apéndice formado por una recta con curvón extenso y una contrarrecta final. La recta principal y un grupo de curvas trabadas cierran el circuito. La segunda variante es un circuito de 2.726 metros, del cual se prescinde del apéndice formado por el curvón extenso y la recta final, quedando únicamente la recta principal y las curvas trabadas. En ambos casos, el sentido de giro es horario.

## Pilotos relacionados
- Carlos Okulovich
- Rafael Morgenstern